# Тринити (Алабама)
Тринити (енгл. Trinity) град је у америчкој савезној држави Алабама. По попису становништва из 2010. у њему је живело 2.095 становника.

## Демографија
Према попису становништва из 2010. у граду је живело 2.095 становника, што је 254 (13,8%) становника више него 2000. године.
| Група             | 2000.         | 2010.         |
| Белци             | 1.603 (87,1%) | 1.822 (87,0%) |
| Афроамериканци    | 177 (9,6%)    | 140 (6,7%)    |
| Азијати           | 2 (0,1%)      | 5 (0,2%)      |
| Хиспаноамериканци | 21 (1,1%)     | 70 (3,3%)     |
| Укупно            | 1.841         | 2.095         |